# Sand (Gefrees)
Sand ist ein Gemeindeteil der Stadt Gefrees im Landkreis Bayreuth (Oberfranken, Bayern). Sand liegt in der Gemarkung Witzleshofen.

## Geografie
Die Einöde liegt auf freier Flur östlich des Pfaffenbergs (526 m ü. NHN). Eine Gemeindeverbindungsstraße führt nach Witzleshofen (1 km nördlich) bzw. nach Gefrees zur Kreisstraße BT 48 (1,3 km südlich).

## Geschichte
Von 1797 bis 1810 unterstand Sand dem Justiz- und Kammeramt Gefrees. Infolge des Ersten Gemeindeedikts wurde Sand dem 1812 gebildeten Steuerdistrikt Streitau und der zugleich entstandenen Ruralgemeinde Witzleshofen zugewiesen. Im Zuge der Gebietsreform in Bayern wurde Sand am 1. Mai 1978 nach Gefrees eingemeindet.

### Einwohnerentwicklung
| Jahr      | 001819 | 001861 | 001871 | 001885 | 001900 | 001925 | 001950 | 001961 | 001970 | 001987 |
| Einwohner | *      | 15     | 7      | 15     | 10     | 8      | 11     | 5      | 2      | 1      |
| Häuser    |        |        |        | 1      | 2      | 2      | 2      | 2      |        | 1      |
| Quelle    | [ 8 ]  | [ 9 ]  | [ 10 ] | [ 11 ] | [ 12 ] | [ 13 ] | [ 14 ] | [ 15 ] | [ 16 ] | [ 1 ]  |

## Religion
Sand ist nach St. Georg (Streitau) gepfarrt und evangelisch-lutherisch geprägt.